# Acidiostigma postsignatum
Acidiostigma postsignatum es una especie de insecto del género Acidiostigma de la familia Tephritidae del orden Diptera.

## Historia
Chen la describió científicamente por primera vez en el año 1948.